# وستون (اورگن)
وستون (به انگلیسی: Weston) شهری در شهرستان یومتیلا ایالت اورگن است و در سرشماری سال ۲۰۱۱ میلادی، ۶۶۷ نفر جمعیت داشته که نسبت به سال ۲۰۱۰، ۱٫۲ درصد رشد جمعیت داشته‌است.